# Caspian
Caspian est un groupe de post-rock américain, originaire de Beverly, dans le Massachusetts. 
Leur musique est essentiellement instrumentale, bien que parfois les chants prennent une place de choix (entre autres sur la pièce Run Dry de l'album de Dust and Disquiet). Ils comptent quatre albums ainsi que deux vinyles, dont un Split 7" w/ Constants et une édition limitée de The Four Trees.

## Biographie

### Débuts (2003–2004)
Caspian est formé en automne 2003 à Beverly, et enregistre une première démo en mai 2004, puis joue quelques concerts à la fin 2004 et au début 2005, aux côtés notamment du groupe de post-rock japonais Mono. Le premier concert du groupe prend place au Pickled Onion de Beverly, le 26 août 2004. Le groupe choisit le nom de Caspian et cherche un nouveau chanteur.

### You Are The Conductor(2005–2006)
En janvier 2005, le groupe signe chez Dopamine Records, publiant un EP, You Are the Conductor en novembre 2005. Il est suivi, en janvier 2006, par la première tournée locale du groupe qui comprend quatre dates à New York et Pittsburgh. En avril et mai 2006, le groupe embarque dans sa première tournée américaine. Leur EP est pressé par le groupe en édition limitée en septembre 2006, et vendu pendant toute cette tournée.

### The Four Trees(2007–2008)

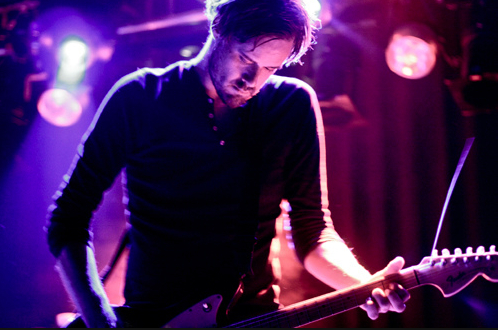
Le guitariste Philip Jamieson à Tilbourg, aux Pays-Bas.

Pendant l'année 2006, le groupe développe son premier album, avec Ethan Dussault en août 2006 à Cambridge (Massachusetts), aux nouveaux studios rénovés de New Alliance Audio. Publié chez Dopamine Records le 10 avril 2007, leur premier album, The Four Trees, continue dans la lignée post-rock underground apprécié par les fans. L'album est réédité en Europe par Make My Day Records en juillet 2008. Plus tard dans l'année, ils enregistrent un split 7" avec le groupe Constants.
Une fois encore, Caspian embarque pour une nouvelle tournée américaine de trois mois. Après avoir appris que leur guitariste Calvin Joss ne pouvait plus satisfaire les dates de tournée, Erin Burke-Moran du groupe The Fly-Agaris Sky, est recruté pour les dates à la place de Joss, mais devient immédiatement un membre permanent après leur tournée de 2007.

### Tertia(2009–2011)
Désormais un quintette, Caspian publie la suite de son premier album, Tertia en Europe, le 7 août 2009, et aux États-Unis le 15 septembre 2009. Caspian enregistre encore l'album en février 2007 au New Alliance Audio avec Ethan Dussault. En soutien à l'album, Caspian recrute le guitariste Jonny Ashburn, et le bassiste Jon McMahan. Tertia est soutenu par deux longues tournées (printemps 2009 et hiver 2010) et par une tournée américaine de deux mois entre mars et avril 2010 avec les groupes Red Sparowes et Fang Island. En juillet 2010, le groupe joue pour la première fois en Chine.

### Waking Season(2011–2014)
En début janvier 2011, le groupe annonce un troisième album. Ils jouent au SXSW Music Festival d'Austin, dans le Texas, puis une tournée européenne en avril 2011. La sortie de leur album est confirmée pour le 21 septembre 2012, chez Triple Crown Records.
Le groupe joue quelques concerts en soutien à Minus the Bear et Cursive. Le 26 mai, le groupe ouvre le deuxième jour du Boston Calling Music Festival de Boston.
Le 28 août 2013, le groupe annonce sur Facebook le décès du bassiste Chris Friedrich à l'âge de 32 ans. En mars 2014, le groupe joue en Asie et en Australie.

### Dust and Disquiet (depuis 2015)

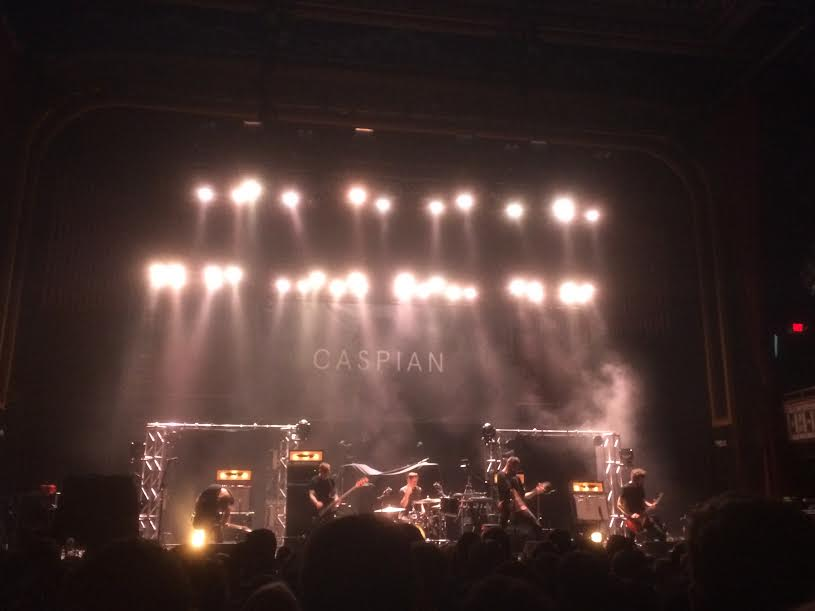
Caspian au Tabernacle d'Atlanta, le 23 avril 2016.